# Libnotes mopsa
Libnotes mopsa är en tvåvingeart som först beskrevs av Alexander 1934.  Libnotes mopsa ingår i släktet Libnotes och familjen småharkrankar. Inga underarter finns listade i Catalogue of Life.